# Calle del General Lacy
La calle del General Lacy es una vía pública de la ciudad española de Madrid, situada en los barrios de Delicias y Palos de la Frontera, distrito de Arganzuela.

## Descripción
La vía discurre desde la calle de Méndez Álvaro hasta la de Ramírez de Prado. Honra con el título al militar Luis Lacy y Gautier (1775-1817), natural de la localidad gaditana de San Roque, que murió fusilado en el castillo de Bellver después de haberse sublevado contra Fernando VII y a favor de la Constitución de 1812. Aparece descrita en Las calles de Madrid (1889) de Hilario Peñasco de la Puente y Carlos Cambronero con las siguientes palabras:

General Lacy. Se encuentra esta calle entre la de Méndez Alvaro y el Paseo del Molino. Es de apertura moderna. D. Luis Lacy nació en San Roque en 1775. Siendo oficial del ejército, estuvo preso en un castillo por faltas de carácter, y después marchó á Francia, donde sirvió como militar, habiéndose alistado más tarde en una legión irlandesa. Ingresó nuevamente en nuestro ejército, y se distinguió en la famosa batalla de Talavera. Sublevado contra el Gobierno despótico de Fernando VII, fué preso y fusilado en el castillo de Belver (Mallorca) el año 1817.
(Peñasco de la Puente y Cambronero, 1889, p. 241)